# 賓夕法尼亞州學院和大學列表
以下是賓夕法尼亞州目前运营的公立和私立高等教育机构列表。
 公立 
- 賓州州立大學（Pennsylvania State University System） 
  - 公園分校（Pennsylvania State University, University Park）（校總區）
- 天普大學（Temple University）
- 匹兹堡大学（University of Pittsburgh）
- 賓州印第安那大學（Indiana University of Pennsylvania）

 私立 
- 布林莫爾學院 （Bryn Mawr College）
- 巴克內爾大學 （Bucknell University）
- 卡內基美隆大學（Carnegie Mellon University）
- 狄金森學院 （Dickinson College）
- 德瑞索大學（Drexel University）
- 杜肯大學 (Duquesne University of the Holy Spirit)
- 富蘭克林與馬歇爾學院 （Franklin and Marshall College）
- 葛底斯堡學院 （Gettysburg College）
- 哈弗福德學院 （Haverford College）
- 拉法葉學院 (Lafayette College)
- 拉塞爾大學 (La Salle University)
- 理海大學（Lehigh University）
- 賓夕法尼亞大學（University of Pennsylvania）
- 聖約瑟夫大學 (Saint Joseph's University)
- 斯沃斯莫爾學院 （Swarthmore College）
- 维拉诺瓦大学 （Villanova University）

- 羅伯特莫里斯大學 （Robert Morris College）

## 永久停辦
- 藝術大學 (費城) (The University of the Arts）[1]

## 被他校合併
- 卡布里尼大學 (Cabrini University)[2]

## 資料來源
1. ↑  .   [2024-09-14]. （原始内容存档于2024-09-14）.
2. ↑  費城維拉諾瓦大學 併購卡布里尼大學